# نسخ احتياطي
يشير مفهومالنسخ الاحتياطي (بالإنجليزية: Backup)‏ في تقانة المعلومات على نسخ وأرشفة معلومات الحاسوب حتى يمكن استعادتها في حال تم فقدان المعلومات الأصلية أو العبث بها.

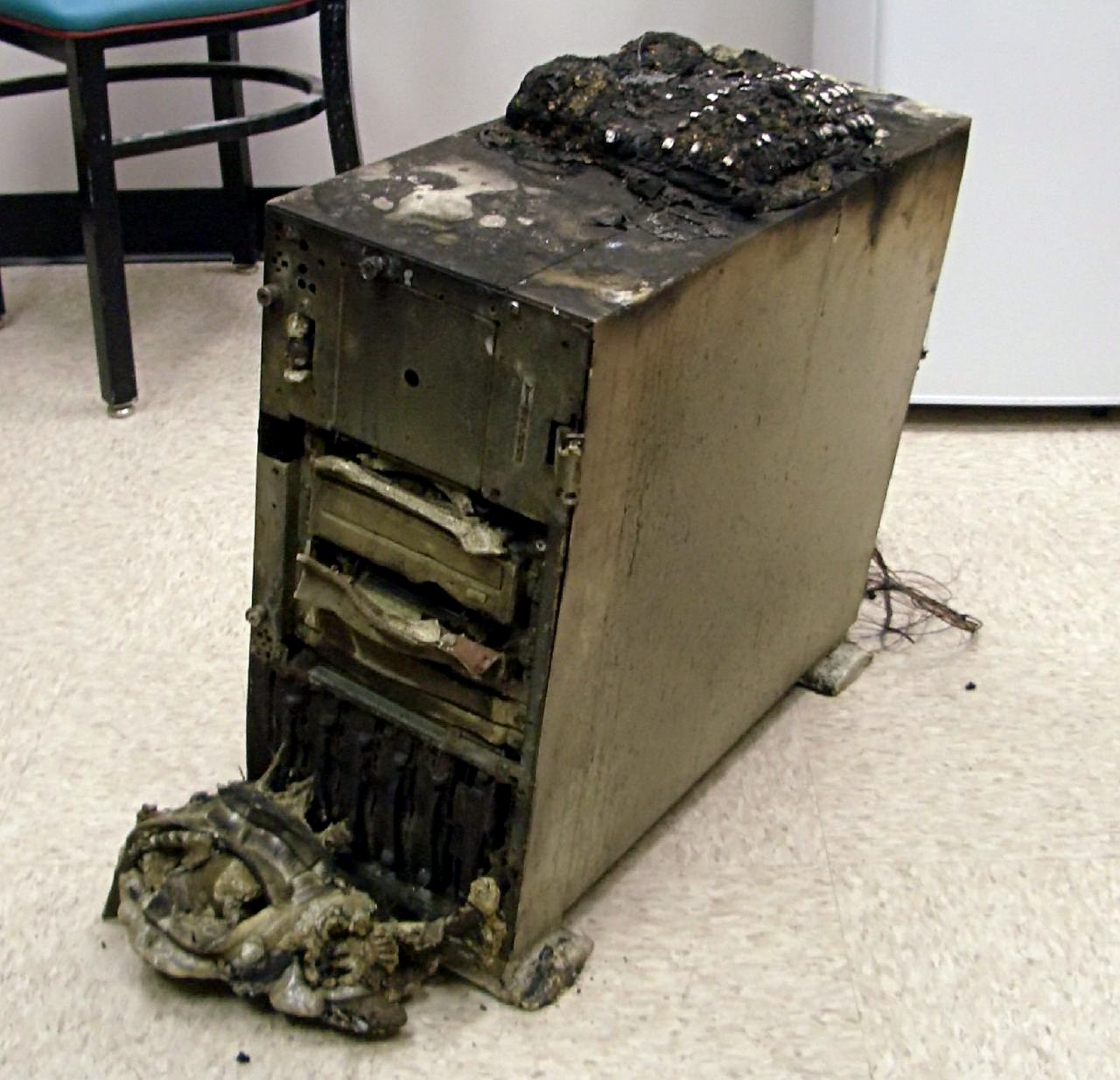
حاسوب كان يستخدم لتخزين الملفات قبل احتراقه

فقدان المعلومات يعد أمر شائع بين مستخدمي أجهزة الحاسوب. وفي عام 2008م تم إجراء استبيان تبين من خلاله أن 66% من المشاركين فيه فقدوا معلوماتهم على أجهزة الحاسوب المنزلية.
يتم النسخ الاحتياطي إلى أجهزة محلية أو أجهزة بعيدة عن طريق الإتصال بإلإنترنت (تخزين سحابي) أو كلاهما معاً. وإلى وسائط تخزين أخرى مثل:
- القرص الصلب الثابت أو المحمول (قرص صلب خارجي).
- الأقراص المدمجة كـقرص مضغوط، قرص مرن، دي في دي، وأقراص بلو راي
- بطاقات الذاكرة التخزينية مثل سكيور ديجيتال

## لماذا النسخ الاحتياطي إجباري
النسخ الاحتياطي عملية إجبارية يجب القيام بها بشكل دوري ومنتظم حسب أهمية الملفات، هذا ينطبق على المستخدم المنزلي والملفات على أجهزة الحاسوب في الشركات والمدارس إلى الملفات الحساسة.
بسبب عواقب فقدان الملفات نتيجة حادث مثل حريق أو فيضانات، أو تلف أحد مكونات الحاسوب مثل القرص الصلب الحامل للملفات، أو تعرض الحاسوب إلى السرقة أو تخريب متعمد كأن يخترق من قبل قراصنة حاسوب. يصعب على صاحب الملفات استرجاعها وإعادة إنشائها خاصة إذا كانت كبيرة الحجم ومهمة، أو حتى تحمل تكلفة في فقدانها، فيتم عمل نسخ احتياطية من تلك الملفات على وسائط خارجية مثل قرص مضغوط (DVD) وهو المستحسن، أو قرص صلب خارجي (غير مستحسن لأن القرص الصلب حساس وغير متين) تفاديا لعواقب فقدان الملفات، ويتم تكرار العملية حسب إستراتيجية تحددها أهمية الملفات وحجمها وتوفر وسائط التخزين الخارجية.

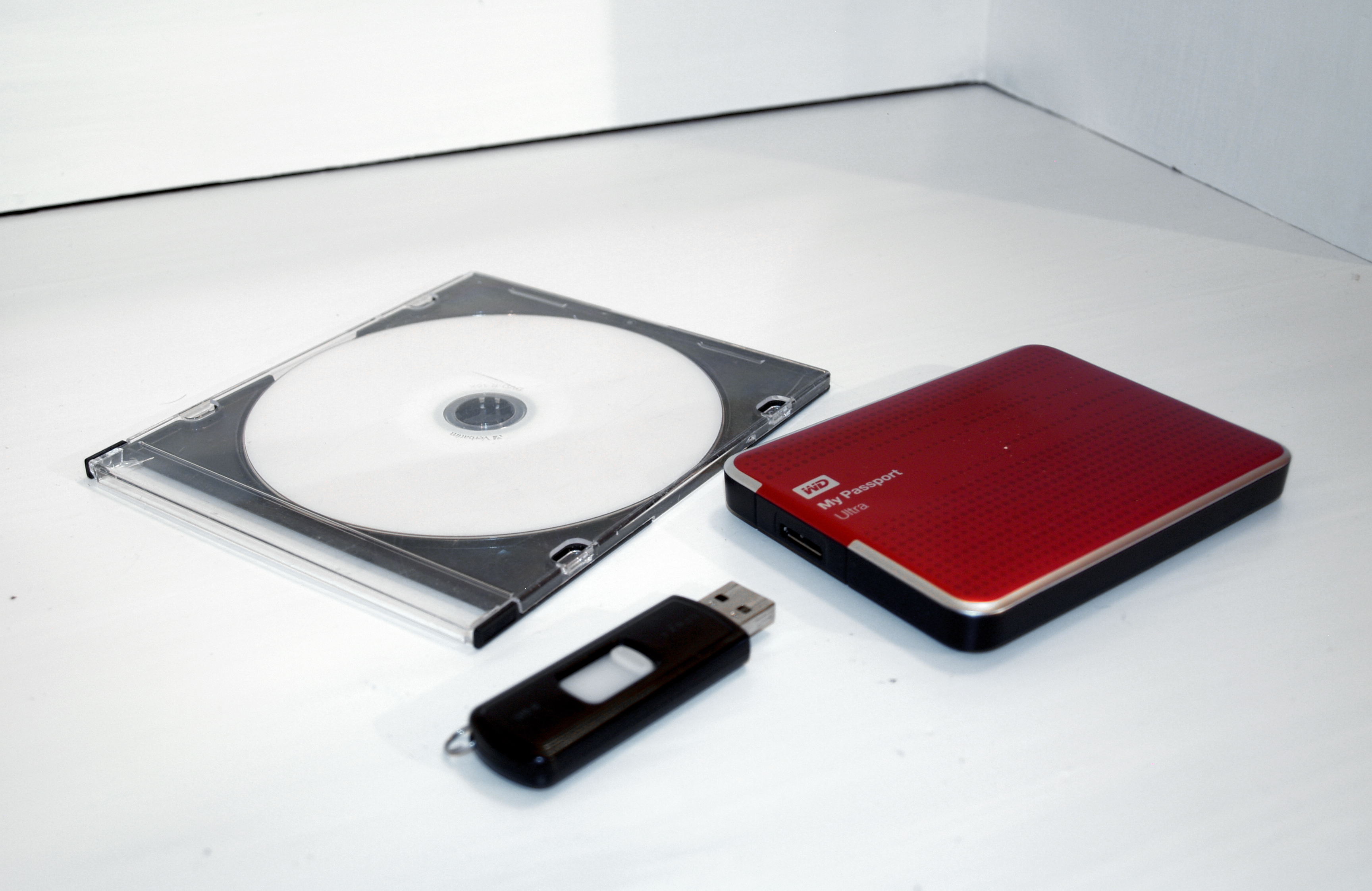
صورة توضح الوسائل المستخدمة لخزن المعلومات (قرص مضغوط، فلاش، قرص صلب) والتي تخزن فيها بيانات النسخ الاحتياطي

### مثال عن إستراتيجية نسخ احتياطي لمستخدم منزلي
- كل شهر يتم نسخ الملفات على أقراص مضغوطة (DVD) وأولية الملفات حسب أهميتها.
- كل أسبوع أو كل يوم (حسب أهمية وتغير الملفات)، يتم نسخ الملفات على قرص صلب خارجي وقرص فلاش (فلاش يو اس بي) على أكبر عدد ممكن من الوسائط.
ملاحظة: تخزين وسائط النسخ الاحتياطي لا يجب أن يكون في نفس المكان، مثلا: جهاز الحاسوب إذا كان موجودا في مكتب العمل، عليك تخزين نسخة في منزلك داخل علبة محمية من العوامل الخارجية مثل الحرارة والرطوبة، وعوامل أخرى كالسرقة.
هناك العديد من البرامج التي تساعد مستخدمي الحاسوب في عمل أو إنشاء النسخ الاحتياطية للقرص الصلب أو أحد أقسام القرص الصلب وتخزينها في مكان ما على القرص، حيث يمكن استعادة تلك الملفات مرة أخرى بطريقة عكسية.

## برامج النسخ الاحتياطي
هي برامج للأجهزة الذكية تستخدم للنسخ الاحتياطي، حيث تنشئ نسخة إضافية من الملفات أو قواعد البيانات أو أجهزة كمبيوتر بشكل كامل. وتستخدم هذه البرامج في وقت لاحق لإستعادة المحتويات الأصلية في حالة فقدان البيانات.
تتميز هذه البرامج بإمكانية ضغط البيانات، قفل البيانات، جدولة عمليات النسخ، وتشفير البيانات لمنع السرقة.
اعتُبِرَ 31 مارس «يوم النسخ الاحتياطي العالمي» 